# Epomophorus
Epomophorus é um gênero de morcegos da família Pteropodidae. They have a distribution throughout Africa.

## Espécies
- Epomophorus angolensis Gray, 1870
- Epomophorus anselli Bergmans e Van Strien, 2004
- Epomophorus crypturus Peters, 1852
- Epomophorus dobsonii (Bocage, 1899)
- Epomophorus gambianus (Ogilby, 1835)
- Epomophorus grandis (Sanborn, 1950)
- Epomophorus labiatus (Temminck, 1837)
- Epomophorus minimus Claessen e de Vree, 1991
- Epomophorus minor Dobson, 1880
- Epomophorus wahlbergi (Sundevall, 1846)

Obs.: Happold e Happold (in press) transformam o E. minor como sinônimo de E. labiatus.